# Metoda Seldingera

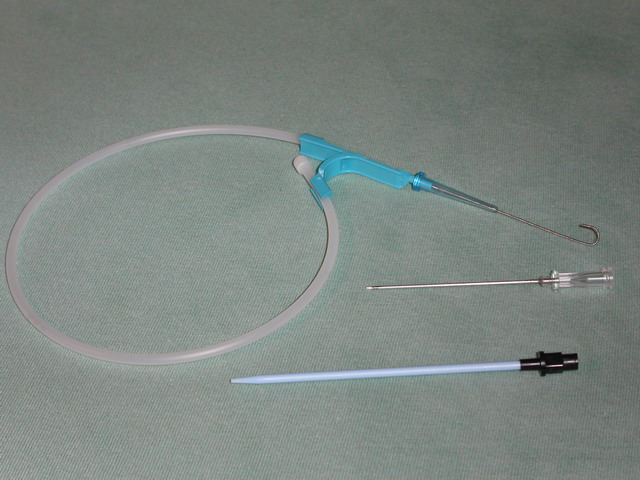
Zestaw do wkłucia metodą Seldingera

Metoda Seldingera – w medycynie metoda bezpiecznego uzyskania dostępu naczyniowego. Polega na umieszczeniu w naczyniu krwionośnym cewnika o dużej średnicy za pomocą niewielkiej igły (przez to zabieg jest obarczony stosunkowo niewielkim ryzykiem powikłań). Jest najczęściej wykorzystywana w radiologii i anestezjologii. Nazwa pochodzi od szwedzkiego radiologa Svena-Ivara Seldingera (1921–1998), który po raz pierwszy w 1953 zastosował tę procedurę. Do tego momentu zakładanie dużych dojść naczyniowych było obarczone dużym ryzykiem.

## Wykonanie
Do wybranego naczynia wprowadza się stosunkowo niewielki trokar, przez jego światło później wprowadza się giętką prowadnicę. Po usunięciu trokara i poszerzeniu miejsca wkłucia za pomocą rozszerzadła po prowadnicy wprowadza się duży cewnik albo dren. Następnym krokiem jest usunięcie prowadnicy i umocowanie do skóry założonego cewnika.

## Zastosowanie
Metodę Seldingera stosuje się przy:
- angiografii
- drenażu jamy opłucnowej
- zakładaniu wkłucia centralnego
- zakładaniu wkłucia pośredniego typu Midline
- zakładaniu przezskórnej gastrostomii endoskopowej
- wszczepianiu kardiowertera-defibrylatora serca.

## Powikłania
Nakłucie naczynia czy organu może prowadzić do krwotoku, perforacji, infekcji, utraty prowadnicy („zgubienie” wewnątrz naczynia).